# پدرو (بازیکن فوتبال، زاده ۱۹۸۶)
پدرو (انگلیسی: Pedro؛ زادهٔ ۱۲ دسامبر ۱۹۸۶) بازیکن فوتبال اهل اسپانیا است.
از باشگاه‌هایی که در آن بازی کرده‌است می‌توان به باشگاه فوتبال رئال ساراگوسا، باشگاه فوتبال رئال مورسیا، باشگاه فوتبال کوردوبا، باشگاه فوتبال الچه، باشگاه فوتبال دپورتیوو لاکرونیا، و باشگاه فوتبال گرانادا اشاره کرد.